# Camponotus hastifer
Camponotus hastifer é uma espécie de inseto do gênero Camponotus, pertencente à família Formicidae.